# Тіріміоара
Тіріміоара (рум. Tirimioara) — село у повіті Муреш в Румунії. Входить до складу комуни Кречунешть.
Село розташоване на відстані 254 км на північний захід від Бухареста, 10 км на південь від Тиргу-Муреша, 80 км на південний схід від Клуж-Напоки, 120 км на північний захід від Брашова.

## Населення
За даними перепису населення 2002 року у селі проживали 162 особи.
Національний склад населення села:
| Національність | Кількість осіб | Відсоток |
| -------------- | -------------- | -------- |
| угорці         | 110            | 67,9%    |
| румуни         | 52             | 32,1%    |

Рідною мовою назвали:
| Мова      | Кількість осіб | Відсоток |
| --------- | -------------- | -------- |
| угорська  | 135            | 83,3%    |
| румунська | 27             | 16,7%    |